# Rhodanthe propinqua
Rhodanthe propinqua là một loài thực vật có hoa trong họ Cúc. Loài này được (W.Fitzg.) Paul G.Wilson miêu tả khoa học đầu tiên năm 1992.